# إحسان الجزايرلي
إحسان الجزايرلي (25 يونيو 1905 - 28 سبتمبر 1943)، ممثلة كوميدية مصرية.

## عن حياتها
اشتهرت من خلال الأدوار الكوميدية، والدها الممثل المسرحي فوزي الجزايرلي ، وشقيقها الفنان الكوميدي فؤاد الجزايرلي اعتزل التمثيل ولجأ للأخراج والتاليف، كانت بدايتها عام 1934 على خشبة المسرح حيث قدمها والدها كفنانة واعدة تسطع في سماء فاطمة رشدي وبهيجة حافظ وعزيزة أمير فهما كانو قدوه لكل فنان مبتدا في تلك الفترة، توفيت بعام 1943 ما دفع والدها لأعتزال الفن، كانت من اعداء نجاح الفنانة ماري منيب ففي أحد العروض المسرحية للفرقة مرضت هي مرضاً شديداً منعها من الخروج على المسرح، فسارع أحد الممثلين إلى تقديم الوجه الجديد «ماري منيب» للجزايرلي لتلعب دورها إنقاذاً للموقف، وبالفعل أدت ماري شخصية «أم أحمد» بنجاح كبير أثار غيرة إحسان ودفعها إلى مضايقتها حتى غادرت الفرقة، لتبدأ هي الأخرى رحلتها نحو الكوميديا وتصبح إحدى علاماتها الرائدة.

## من أعمالها
- فيلم المندوبان
- فيلم البحار
- فيلم الدكتور فرحات
- فيلم لو كنت غني (فيلم)
- فيلم المعلم بحبح
- فيلم أبو ظريفة
- فيلم مبروك
- فيلم ليلة في العمر
- فيلم بحبح باشا (فيلم)
- فيلم خلف الحبايب
- فيلم الباشمقاول
- فيلم الفرسان الثلاثة

## وصلات خارجية
- إحسان الجزايرلي على موقع IMDb (الإنجليزية)
- إحسان الجزايرلي على موقع الدهليز
- إحسان الجزايرلي على موقع قاعدة بيانات الأفلام العربية